# New York Film Critics Circle Awards 2000
La 66ª edizione della cerimonia dei New York Film Critics Circle Awards, annunciata il 13 dicembre 2000, si è tenuta il 14 gennaio 2001 ed ha premiato i migliori film usciti nel corso del 2000.

## Vincitori e candidati

### Miglior film
- Traffic, regia di Steven Soderbergh
- La tigre e il dragone (臥虎藏龍), regia di Ang Lee
- La casa della gioia (The House of Mirth), regia di Terence Davies

### Miglior regista
- Steven Soderbergh - Erin Brockovich - Forte come la verità (Erin Brockovich) e Traffic
- Ang Lee - La tigre e il dragone (臥虎藏龍)
- Terence Davies - La casa della gioia (The House of Mirth)

### Miglior attore protagonista
- Tom Hanks - Cast Away
- Benicio del Toro - Traffic
- Javier Bardem - Prima che sia notte (Before Night Falls)

### Miglior attrice protagonista
- Laura Linney - Conta su di me (You Can Count on Me)
- Gillian Anderson - La casa della gioia (The House of Mirth)
- Björk - Dancer in the Dark

### Miglior attore non protagonista
- Benicio del Toro - Traffic
- Willem Dafoe - L'ombra del vampiro (Shadow of the Vampire)
- Fred Willard - Campioni di razza (Best in Show)

### Miglior attrice non protagonista
- Marcia Gay Harden - Pollock
- Frances McDormand - Quasi famosi (Almost Famous)
- Ellen Burstyn - Requiem for a Dream

### Miglior sceneggiatura
- Kenneth Lonergan - Conta su di me (You Can Count on Me)

### Miglior film in lingua straniera
- Yi Yi - e uno... e due... (Yī Yī), regia di Edward Yang • Taiwan/Giappone
- La tigre e il dragone (臥虎藏龍), regia di Ang Lee • Taiwan/Giappone/Stati Uniti d'America/Cina

### Miglior film di saggistica
- The Life and Times of Hank Greenberg, regia di Aviva Kempner

### Miglior film d'animazione
- Galline in fuga (Chicken Run), regia di Peter Lord e Nick Park

### Miglior fotografia
- Peter Pau - La tigre e il dragone (臥虎藏龍)

### Miglior opera prima
- David Gordon Green - George Washington

### Menzione speciale
- Rialto Pictures - per la ri-distribuzione di Rififi (Du rififi chez les hommes) di Jules Dassin
- The Shooting Gallery, per la loro ingegnosa distribuzione e scelta di film